# 常德地区
常德地区为湖南省曾存在过的准行政区——地区，前身为中華民國湖南省「第二行政督察區」(之后改称“第四行政督察区”），中华人民共和国成立后改称“常灃专区”、“常德专区”、“常德地区”，1988年1月23日撤销。常德地区撤销之前的辖域为新成立的地级常德市的辖域。

## 常灃专区
1949年，中华人民共和国成立后设立“常灃专区”，专区辖原“第四行政督察区”辖域，即常德县、华容县、南县、安乡县、澧县、临澧县、石门县、慈利县和桃源县计9县，治所常德县。

## 常德专区
- 1950年，8月29日，常灃专区更名为常德专区；10月19日，自常德县析置常德市、澧县析置津市市。专区辖2市、9县。
- 1952年，9月2日，撤销津市市并入澧县；11月13日，撤销益阳专区，原益阳专区所属益阳市及益阳县、汉寿县、沅江县、安化县、桃江县计1市5县划入常德专区。常德专区辖2市、14县。
- 1953年9月2日，自澧县复置津市市；常德专区辖3市、14县。
- 1962年10月30日，因复置益阳专区，常德专区所属益阳市及益阳县、华容县、桃江县、南县、沅江县、安化县计1市、6县划入益阳专区。常德专区辖2市、8县。
- 1963年5月20日，撤销津市市并入澧县。常德专区辖1市、8县。

## 常德地区
- 1970年常德专区改称“常德地区”，行署驻常德市。辖常德市及常德县、临澧县、澧县、安乡县、汉寿县、桃源县、慈利县、石门县计1市、8县。
- 1979年12月19日，自澧县复置津市市；常德专区辖2市、8县。

## 地改市
- 1988年1月23日，撤销常德地区、县级常德市和常德县，设立常德地级市，常德地区撤销后新设立的地级常德市辖原常德地区撤销前全部辖域。常德地区所辖县级行政区自1979年后直至撤销一直未变，即辖常德市和津市市2县级市，常德县、临澧县、澧县、安乡县、汉寿县、桃源县、慈利县、石门县计8县。辖区内因应地级常德市的成立对区划作了调整，地级常德市成立时辖将原县级常德市、常德县撤销，调整为2个市辖区即武陵区、鼎城区。地级常德市成立时所辖市辖区、县、代管市如下：
  - 2市辖区：武陵区、鼎城区；
  - 7县：临澧县、澧县、安乡县、汉寿县、桃源县、石门县、慈利县，其中慈利县于1988年10月11日划归地级大庸市（今张家界市）；
  - 1代管县级市：津市市。